# Lakrayma
 (novembre 2009).
Lakrayma est un village situé dans le Sud marocain dans la province de Tiznit, région de Souss-Massa.
Laktayma comporte plusieurs douars : Ikherbane, Imi Ogadir, Idhjaj, Idmoussa, Bohwara, Idelhaj, Idbormdane, Idouchen, Idbihi Ali.